# 帕拉伊夫卡
48°40′48″N 26°19′42″E / 48.68000°N 26.32833°E
帕拉伊夫卡（烏克蘭語：Параївка），是烏克蘭的村落，位於該國西部赫梅利尼茨基州，由卡緬涅茨-波多利斯基區負責管轄，始建於1653年，面積0.51平方公里，2001年人口155，人口密度每平方公里306.9人。